# Richard L. Walker (Historiker)

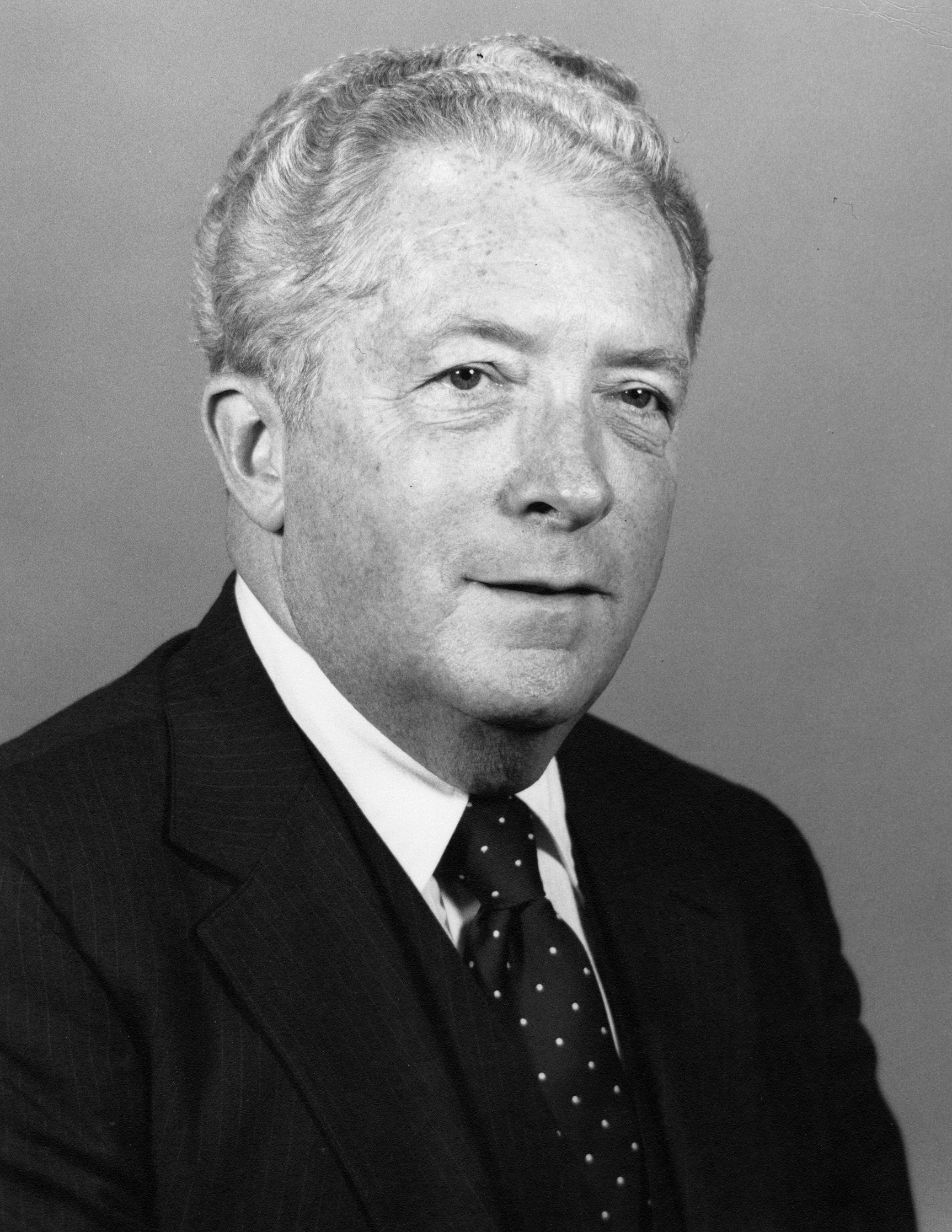
Richard L. Walker

Richard „Dixie“ Louis Walker (* 13. April 1922 in Bellefonte, Pennsylvania; † 22. Juli 2003 in Columbia, South Carolina) war ein US-amerikanischer Historiker, Ostasienwissenschaftler, Hochschullehrer und Diplomat, der unter anderem zwischen 1981 und 1986 Botschafter in Südkorea war.

## Leben
Richard „Dixie“ Louis Walker, Sohn von Robert Shortlidge und Genevieve Bible Walker, begann nach dem Schulbesuch ein grundständiges Studium an der Drew University, welches er 1944 mit einem Bachelor of Arts (B.A.) beendete. Bereits während des Studiums trat er im Zweiten Weltkrieg 1943 der US Army bei und diente bis 1946 als Übersetzer für die chinesische Sprache. Danach begann er ein postgraduales Studium der Fächer Ostasienwissenschaften und Russland-Studien an der Yale University, das er 1947 mit einem Master of Arts (M.A. Far Eastern and Russian Studies) beendete. Ein weiteres postgraduales Studium im Fach Internationale Beziehungen an der Yale University schloss er 1950 mit einem Doctor of Philosophy (Ph.D.) ab. Während seiner Studienzeiten wurde er Mitglied der akademischen Ehrengesellschaften Omicron Delta Kappa (ΟΔΚ) und Pi Gamma Mu (ΠΓΜ). Nach Erwerb seines Doktortitels war er zunächst zwischen 1950 und 1957 als Professor für Geschichte an der Yale University tätig.
1957 nahm Walker den Ruf auf eine Professur an der University of South Carolina an und lehrte dort bis 1981. Er war zugleich zwischen 1957 und 1962 Vorsitzender der Fachschaft Internationale Studien der University of South Carolina. Nachdem er von 1960 bis 1961 zudem eine Professur für Internationale Politik am National War College (NWC) in Fort Lesley J. McNair innehatte, fungierte er des Weiteren zwischen 1961 und 1981 an der University of South Carolina als Direktor des Instituts für Internationale Studien, das ihm zu Ehren 1996 in Richard L. Walker Institute umbenannt wurde. Neben seiner Lehrtätigkeit engagierte er sich in zahlreichen Institutionen und Organisationen und war unter anderem Vorstandsmitglied des United States Strategic Institute, des National Committee on United States–China Relations (NCUSCR) sowie der American Association for China Studies. Darüber hinaus war er Ehrenmitglied (Distinguished Fellow) des Institute for Corean-American Studies sowie Mitglied der Association for Asian Studies (AAS).
Am 18. Juli 1981 wurde Walker als Nachfolger von William H. Gleysteen zum Botschafter in Südkorea ernannt und übergab dort am 12. August 1981 sein Beglaubigungsschreiben. Er verblieb auf diesem Posten bis zum 25. Oktober 1986 und wurde danach von James R. Lilley abgelöst. Später war er zwischen 1995 und 1997 Nationaler Präsident der American Association for China Studies.
Aus seiner Ehe mit Celeno Kenly Walker gingen die Tochter Anne Walker Cleveland sowie die beiden Söhne Geoffrey Kenly Walker und S. Bradley Walker hervor. Nach seinem Tode aufgrund einer Krebserkrankung wurde „Dixie“ Walker in Berlin im Bundesstaat Maryland beigesetzt.

## Veröffentlichungen
Neben seiner Lehr- und Forschungstätigkeit verfasste Richard L. Walker zahlreiche Fachbücher zu außenpolitischen Themen sowie zu Ostasienwissenschaften. Zu seinen Veröffentlichungen gehören:
- Western language periodicals on China. A selective list, 1949
- The multi-state system of ancient China, 1953
- China under communism. The first five years, 1955
- China and the West: cultural collision. Selected documents, 1956
- The continuing struggle. Communist China and the free world, 1958
- The China danger, 1966
- Ancient China and its influence in modern times, 1969
- Prospects in the Pacific, Herausgeber, 1972
- Asia in perspective. Selected works of Prof. Richard L. Walker, 1974
- Ancient Japan and its influence in modern times, 1975
- Hanʼguk ŭi chʻuŏk. Wŏkʻŏ chŏn Chuhan Miguk Taesa hoegorok = Korean remembrances, 1998

in deutscher Sprache
- China unter dem Kommunismus. Die ersten 5 Jahre, Vorwerk-Verlag, Stuttgart 1956
- Die Menschenopfer des Kommunismus in China, Sensen-Verlag, Wien 1974